# Agnès Rouzier

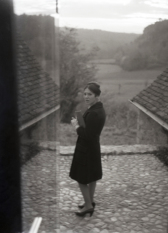
Agnès Rouzier, ca. 1967 (Foto: Erwin Stegentritt)

Agnès Rouzier (* 9. Januar 1936 in Paris; † 15. Oktober 1981 in Goursac, Saint-Cybranet, Dordogne) war eine französische Schriftstellerin.

## Leben
Geboren wurde Rouzier 1936 in Paris als Tochter des Physikers Fernand Holweck und von Marie-Agnès Kirmann. Antoine de Saint-Exupéry war ihr Patenonkel. Ihr Vater wurde 1941 von der Gestapo verhaftet und zu Tode gefoltert, ihre Mutter in das KZ Ravensbrück deportiert, wo sie 1944 starb. In der Folge wurde sie durch eine Patentante großgezogen. Weitere Einzelheiten ihrer Kindheit sind nicht bekannt. Später heiratet sie den Innenarchitekten Pierre Rouzier (1934–1996), mit dem sie in dem kleinen Dorf Turnac in der Dordogne lebte. Sie beschäftigen sich mit der Restauration und dem Verkauf alter Häuser. Ihr Geschäftspartner war Bernard Benson, der später durch sein Buch „Le Livre de la Paix“ (Der Weg ins Glück) bekannt geworden ist.
Ab 1964 widmete sich Rouzier schriftstellerischen Tätigkeiten. Ihr erster Roman 'Hélène' sollte bei Gallimard erscheinen (Collection Le Chemin), der Text ihres zweiten Romans 'Le Prince Russe' ging verloren. Erst ihr dritter Roman 'Non, rien' erscheint 1974 bei Seghers / Laffont in der Reihe Change. Dieser Roman erlebte 2015 eine Neuauflage bei Brûlepourpoint in Paris. Durch diese Publikation ausgelöst erschien 2016 ein Dossier Agnès Rouzier als Nr. 31 des Cahier Critique de Poésie (CCP) in Marseille. Einige wenige ihrer Aufsätze erschienen in der Zeitschrift Change. 1981 erscheinen die „Lettres à un écrivain mort“ in der Schweizer Zeitschrift Furor. Dies sind fiktive Antwortbriefe an Rainer Maria Rilke. Sie starb am 15. Oktober 1981 im Schloss von Goursac, Saint-Cybranet, Dordogne. 1985 erschien posthum „Le Fait même d'écrire“, eine Sammlung aller ihrer schriftstellerischen Werke, ergänzt durch Tagebuch-Notizen aus dem Jahr 1977/78.

## Werke
- Non, rien, Paris, Éditions Seghers/Laffont, collection Change, 1974
- Lettres à un écrivain mort, Lausanne, 1981, Furor Nr. 4, S. 53–74
- Le Fait même d'écrire, Paris, Éditions Seghers/Laffont, collection Change, 1985

Neuauflagen
- Non, rien, Paris, Brûlepourpoint, 2015
- Dire, encore, Paris, Brûlepourpoint, 2016

Unveröffentlichte/verlorene Texte
- Hélène, Roman, ca. 1964–1967, ca. 180 S., verbrannt; ca. 50 Seiten finden sich in der Korrespondenz 'Lettres à un Jeune Allemand'; der Text der deutschen Übersetzung ist erhalten.
- Le Prince Russe, Roman, ca. 1968–1969, verloren bzw. verbrannt
- La jeune fille immobile, Novelle, nach 1970, verbrannt

Übersetzungen
- Non, rien (Auszug), in: Paul Buck (Ed.) Curtains, le prochain step, Hebden Bridge, Großbritannien, 1976
- Non, rien (Auszug), in: Paul Buck, (Ed). Violent silence: Celebrating Georges Bataille, London (?), 1984, S. 79–82
- Non, rien (Auszug), in: Stacy Doris et al. (Eds), Violence of the White Page, Contemporary French Poetry, Tyuonyi 9/10, 1991, S. 139–141
- Non, rien (Auszug), in: Cydney Chadwick (Ed), AVEC 8, 1994
- Letters to a Dead Writer, (Lettres à un écrivain mort), (Auszug), in: Norma Cole (Hrsg.): Crosscut Universe, Writing on Writing from France, Providence, RI, Burning Deck,  2000, S. 138–143
- Letters to a Dead Writer, (Lettres à un écrivain mort), (Auszug), in: Lindsay Hill & Paul Naylo (Eds.) Facture, A Journal of Poetry and Poetics, Nr. 3, Cedar Ridge (CA), 2002, S. 36–41

Die „Lettres à un écrivain mort“ sind in zwei verschiedenen Übersetzungen erschienen:
- Briefe an einen toten Dichter, (Lettres à un écrivain mort), Saarbrücken, AQ-Verlag, 2017 (2. Aufl. 2019)
- Mein lieber Rilke, (Lettres à un écrivain mort), Tübingen, Stauffenburg Verlag, 2017
- Nein, nichts, (Non, rien), Saarbrücken, AQ-Verlag, 2018
- Tagebuch I & II, Saarbrücken, AQ-Verlag, 2019

## Korrespondenz
- Lettres à un jeune Allemand, Saarbrücken, AQ-Verlag, 2. Aufl. 2020[4]. Diese Briefsammlung enthält 266 Briefe, die zwischen 1964 und 1969 geschrieben wurden (in französischer Sprache).